# Marta Boneschi
Marta Boneschi (Milano, 21 settembre 1946) è una giornalista, storica e saggista italiana.

## Biografia
Ha lavorato nel giornalismo per oltre un quarto di secolo, scrivendo dal 1991 a 1994 sul quotidiano L'Indipendente. 
Nel 1995 esce il suo primo saggio, Poveri ma belli; da allora si dedica completamente alla scrittura di libri. Campi d'interesse della Boneschi sono la storia del costume italiano, in particolare l'evoluzione della condizione femminile e dei costumi sessuali, le biografie di donne italiane tra Settecento e  Novecento, la storia della città di Milano. 
Ha collaborato con History Channel per il programma Storia proibita del '900 italiano.

## Opere
- Poveri ma belli. I nostri anni Cinquanta, Collezione Le Scie, Milano, A. Mondadori, 1995, ISBN 88-04-40064-1. - Milano, Ledizioni, 2016.
- La grande illusione. I nostri anni Sessanta, Collezione Le Scie, Milano, A. Mondadori, 1996, ISBN 88-04-41775-7.
- Santa pazienza. La storia delle donne italiane dal dopoguerra a oggi, Collezione Le Scie, Milano, A. Mondadori, 1998, ISBN 88-04-42124-X. - Milano, Ledizioni, 2021.
- Senso. I costumi sessuali degli italiani dal 1880 a oggi, Collezione Le Scie, Milano, Mondadori, 2000, ISBN 88-04-48173-0. - Milano, Ledizioni, 2016.
- Di testa loro. Dieci italiane che hanno fatto il Novecento, Collezione Le Scie, Milano, Mondadori, 2002, ISBN 88-04-50336-X. - Milano, Ledizioni, 2019.
- Voci di casa. La famiglia di casa: ieri, oggi, domani, Milano, Frassinelli, 2002, ISBN 88-7684-711-1. - Milano, Ledizioni, 2016.
- Quel che il cuore sapeva. Giulia Beccaria, i Verri, i Manzoni, Collezione Le Scie, Milano, Mondadori, 2004, ISBN 88-04-52993-8. - Milano, Ledizioni, 2012.
- Milano, l'avventura di una città. Tre secoli di storie, idee, battaglie che hanno fatto l'Italia, Collezione Le Scie, Milano, Mondadori, 2007, ISBN 978-88-04-57263-3. - Milano, Ledizioni, 2014.
- La donna segreta. Storia di Metilde Viscontini Dembowski, Collana I nodi, Venezia, Marsilio, 2010, ISBN 978-88-317-0730-5.
- M. Boneschi-Roberta Fossati-Franca Pizzini, Profili di donne lombarde. Quattro protagoniste dell'aristocrazie nel XIX e XX secolo, Milano, Mazzotta, 2010, ISBN 978-88-2021-939-0.
- Giuseppe Verdi racconta, Milano, Ledizioni, 2013, ISBN 978-88-6705-114-4.
- M. Boneschi-Laura Nicora, Passeggiate milanesi nella musica. Sei percorsi nella città, Milano, Ledizioni, 2016, ISBN 978-88-6705-296-7.
- Gente di città e gente di montagna. Storie di volontari e valligiani nelle campagne risorgimentali, Milano, Ledizioni, 2016, ISBN 978-88-6705-424-4.
- I migliori oggetti della nostra vita, Bologna, Il Mulino, 2016, ISBN 978-88-1526-640-8.
- Il naufragio del Mentor. I marmi del Partenone e la guerra per il dominio d'Europa, Roma, Luiss University Press, 2021, ISBN 978-88-6105-619-0.